# Per Nilsson i Kulhult
Per Nilsson (i riksdagen kallad Nilsson i Kulhult), född 11 juni 1821 i Osby, död där 11 mars 1892, var en svensk lantbrukare och politiker.
Per Nilsson brukade gården Östra Kulhult i Osby landskommun, där han också var kommunalnämndens ordförande. Han var även ledamot av Kristianstads läns landsting 1866–1867 samt 1872–1878.
Han företrädde bondeståndet i Östra Göinge härad vid ståndsriksdagarna 1862/63 och 1865/66, och var därefter ledamot i andra kammaren för Östra Göinge härads valkrets 1867–1878. I riksdagen anslöt han sig 1867 till Lantmannapartiet, men övergick till Nyliberala partiet 1868 och kvarstod där till partiets upplösning 1871. Därefter återgick han till Lantmannapartiet. I riksdagen var han bland annat ledamot av bevillningsutskottet 1868 och 1876–1878.
Per Nilsson engagerade sig i ett stort antal frågor, framför allt för att minska skatter och andra pålagor men också för att minska prästerskapets makt. Han förespråkade också bättre villkor för småskalig brännvinstillverkning.